# لوكاس شوفالييه
لوكاس شوفالييه هو لاعب كرة قدم فرنسي في مركز حراسة المرمى، ولد في 6 نوفمبر 2001 في كاليه في فرنسا.

## وصلات خارجية
- لوكاس شوفالييه على موقع الاتحاد الأوربي (الإنجليزية)
- لوكاس شوفالييه على موقع قاعدة بيانات كرة القدم.إي يو (الإنجليزية)
- لوكاس شوفالييه على موقع ليكيب (الفرنسية)
- لوكاس شوفالييه على موقع Soccerway.com (الإنجليزية)
- لوكاس شوفالييه على موقع عالم كرة القدم.نت (الإنجليزية)